# Liste des canonisations prononcées par Pie XII
Cette page dresse la liste des personnes canonisées par le pape Pie XII.
Lorsqu'une rigoureuse enquête canonique aboutit à la reconnaissance d'un miracle attribué à l'intercession d'un bienheureux, le pape signe le décret de canonisation. Seul le Souverain Pontife a la capacité de canoniser, puisqu'il déclare de manière infaillible et définitive, que le nouveau saint est au Ciel et qu'il intercède pour les hommes. La canonisation conduit le culte du saint à l'échelle universelle. 
Au cours de son pontificat (1939-1958), Pie XII a présidé 21 cérémonies de canonisations, célébrées dans la Basilique Saint-Pierre à Rome. Du fait de sa rareté, une canonisation constituait un événement d'une grande importance. Les festivités, qui pouvaient s'étendre sur plusieurs jours, attiraient à Rome des milliers de fidèles.
Au total, le pape Pie XII a proclamé 33 saints, les donnant comme modèles et intercesseurs aux croyants.

## 1940

### 2 mai

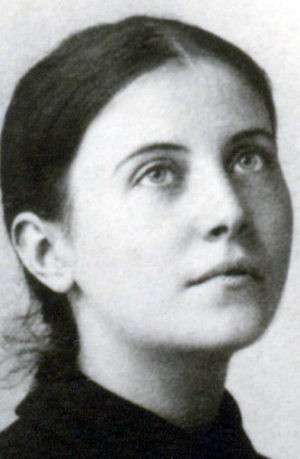
Gemma Galgani (1878-1903).
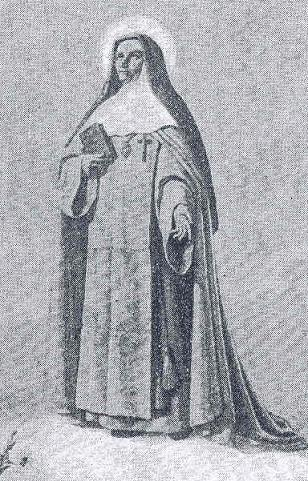
Marie Euphrasie Pelletier (1796-1868).

## 1943

### 19 novembre

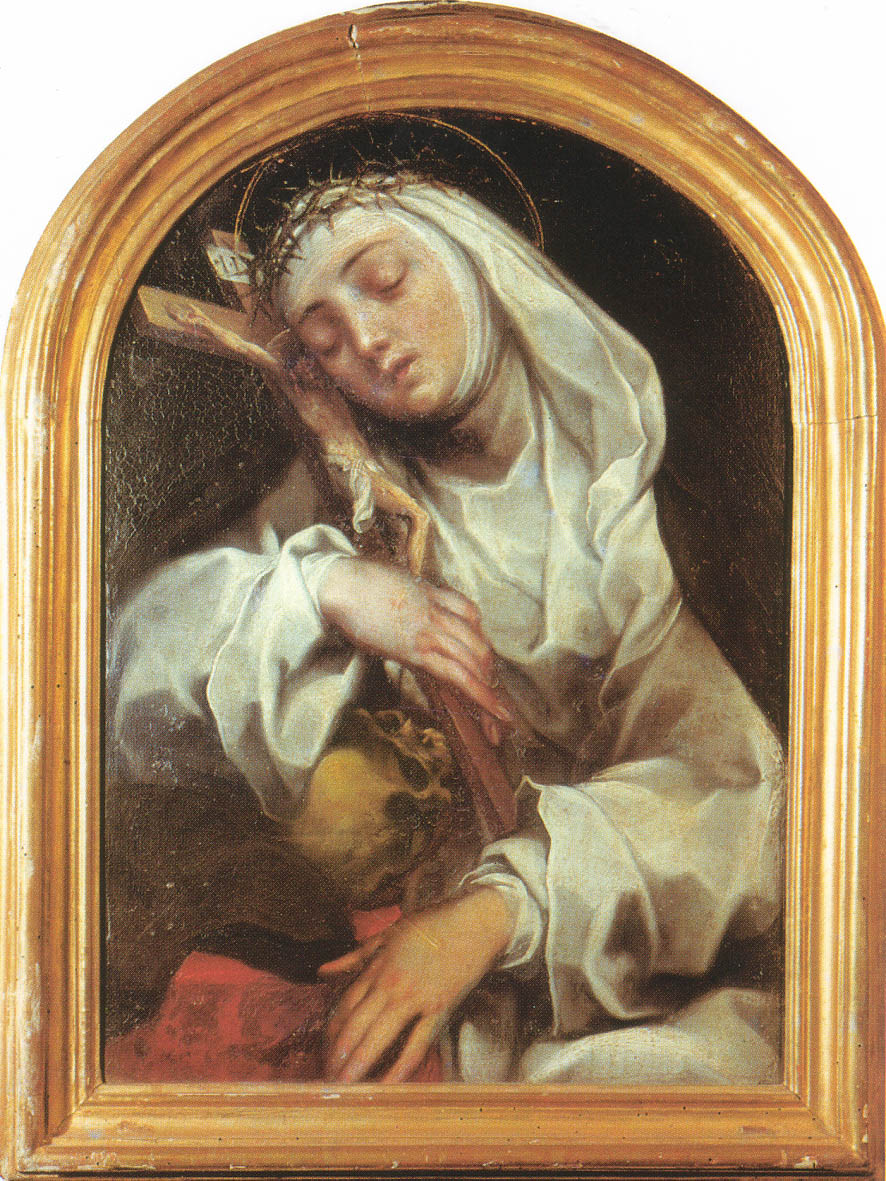
Sainte Marguerite de Hongrie (1242-1270) Canonisation équipollente

## 1946

### 7 juillet

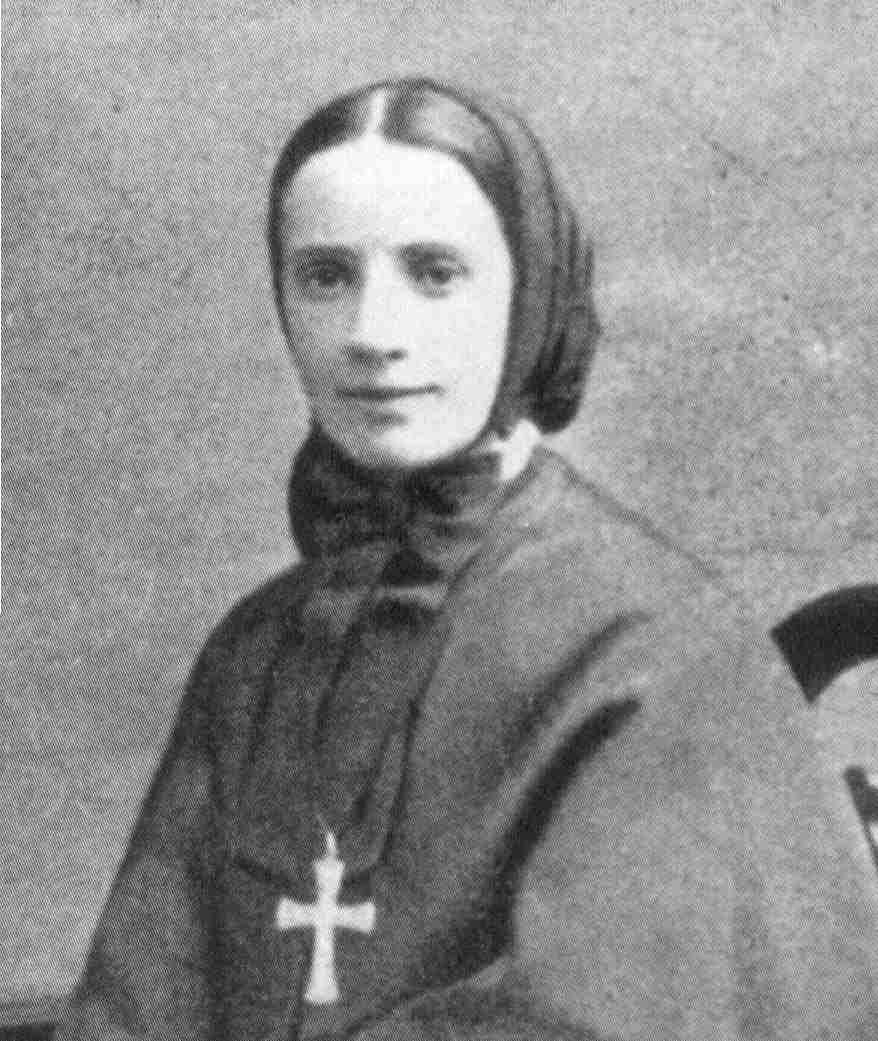
Sainte Françoise-Xavière Cabrini (1850-1917)

## 1947

### 15 mai

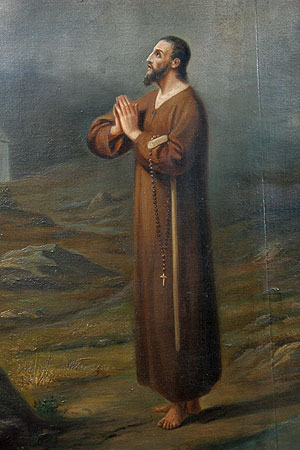
Saint Nicolas de Flue (1417-1487)

### 22 juin

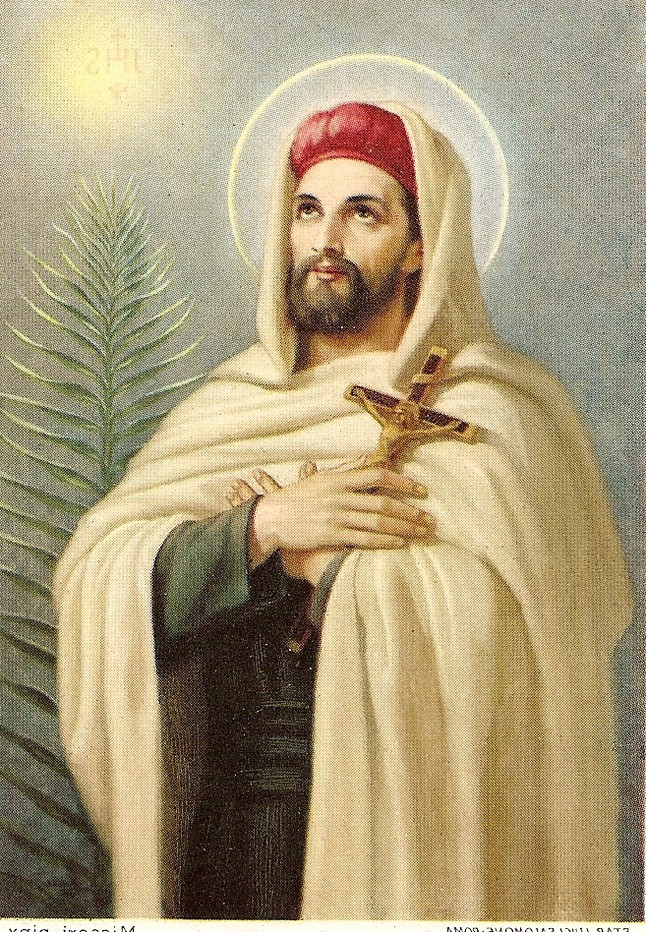
Saint Jean de Britto (1647-1693)
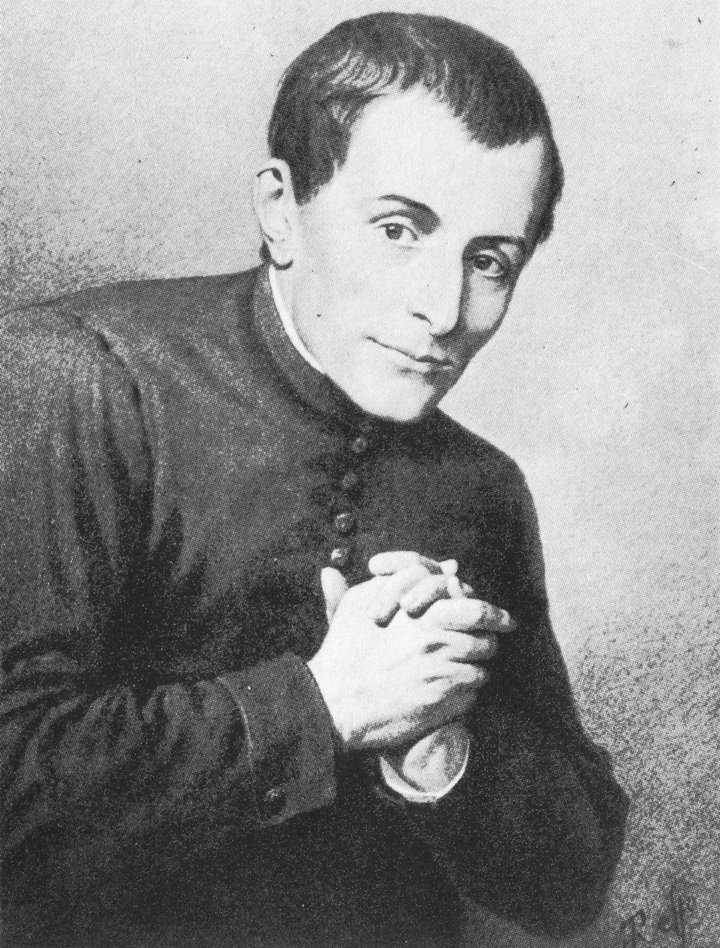
Saint Joseph Cafasso (1811-1860)
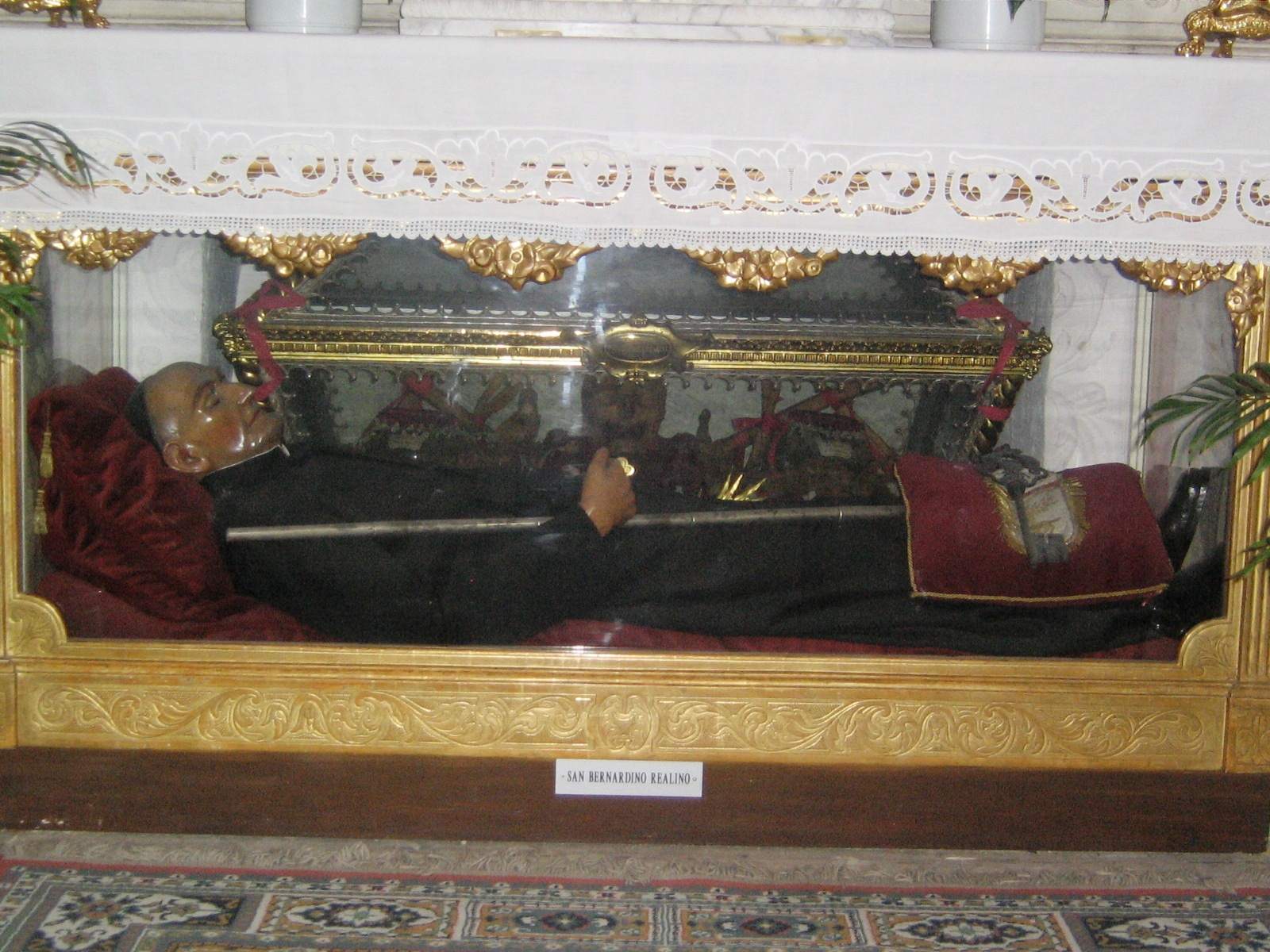
Saint Bernardino Realino (1530-1616)

### 6 juillet

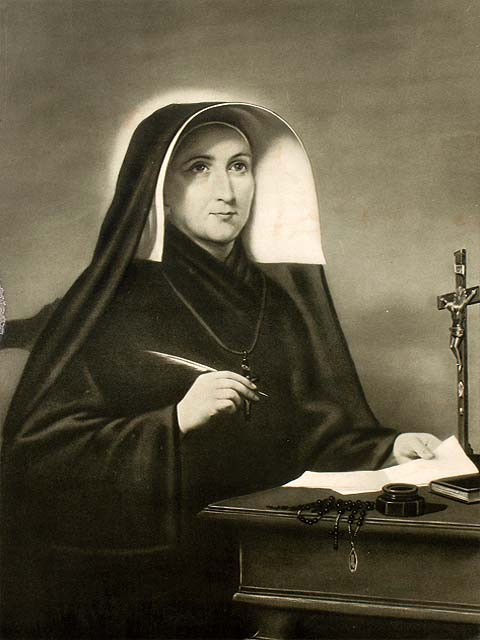
Sainte Jeanne-Élisabeth Bichier des Ages (1773-1838)
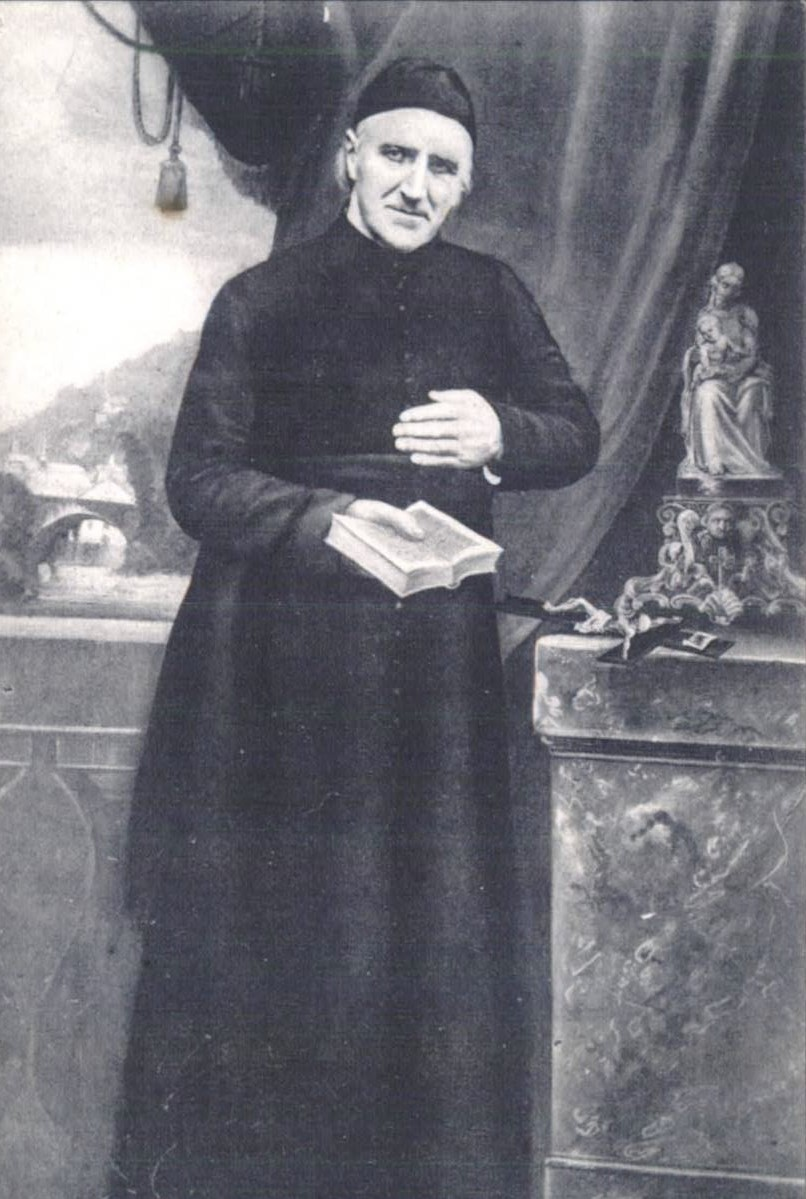
Saint Michel Garicoïts (1797-1863)

### 20 juillet

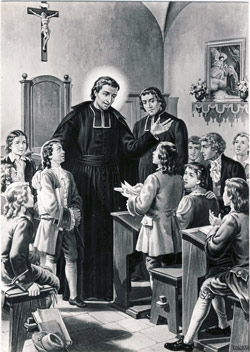
Saint Louis-Marie Grignion de Montfort (1673-1716)

### 27 juillet

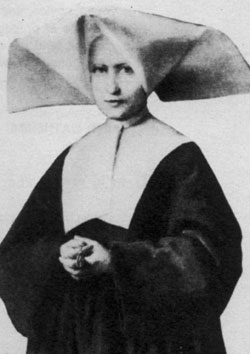
Sainte Catherine Labouré (1806-1876)

## 1949

### 15 mai

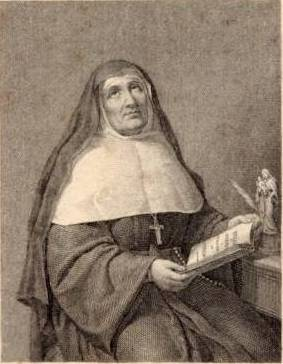
Sainte Jeanne de Lestonnac (1556-1640)

### 12 juin

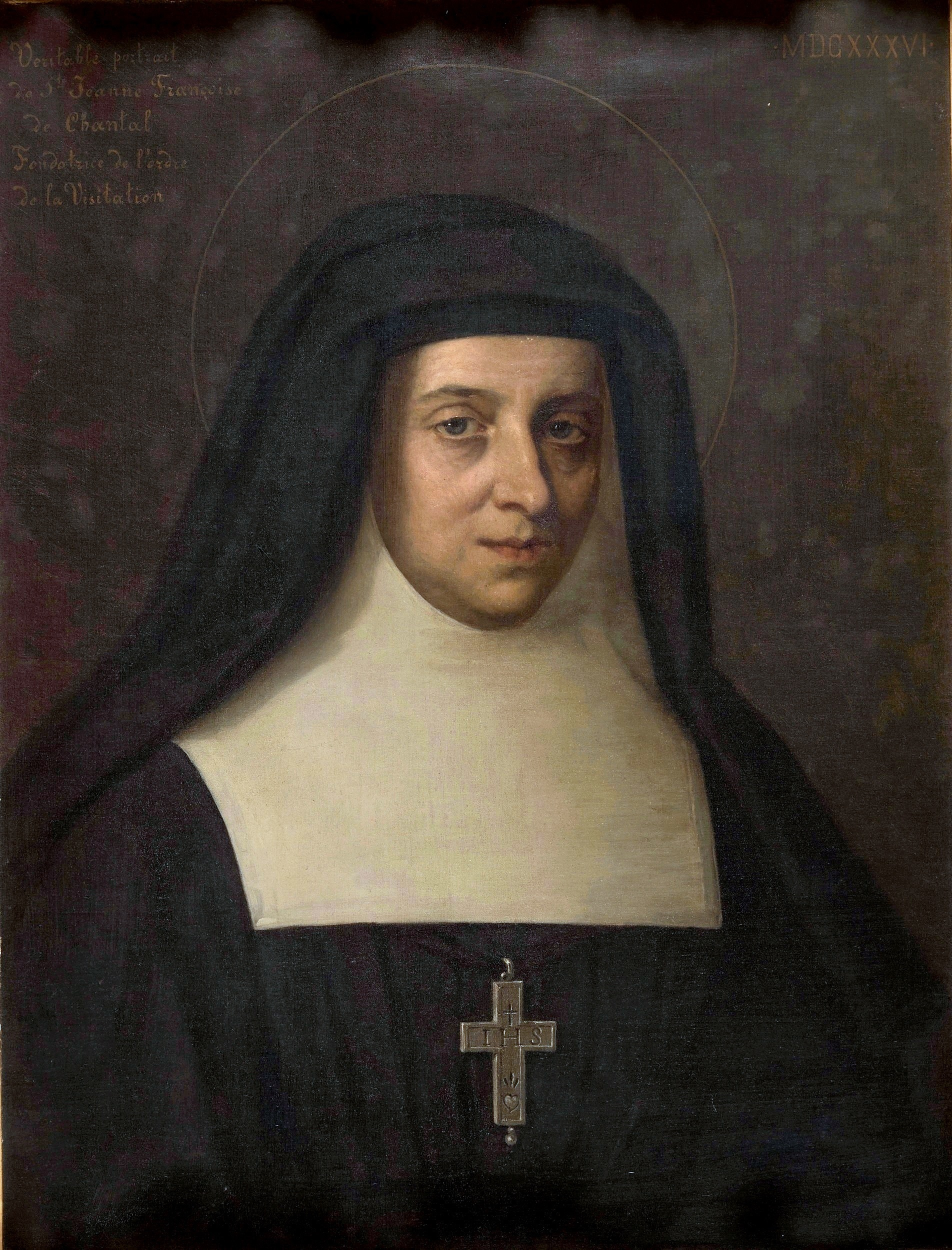
Sainte María Josefa Rosello (1811-1880)

## 1950

### 23 avril

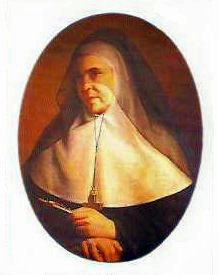
Sainte Emilie de Rodat

### 7 mai

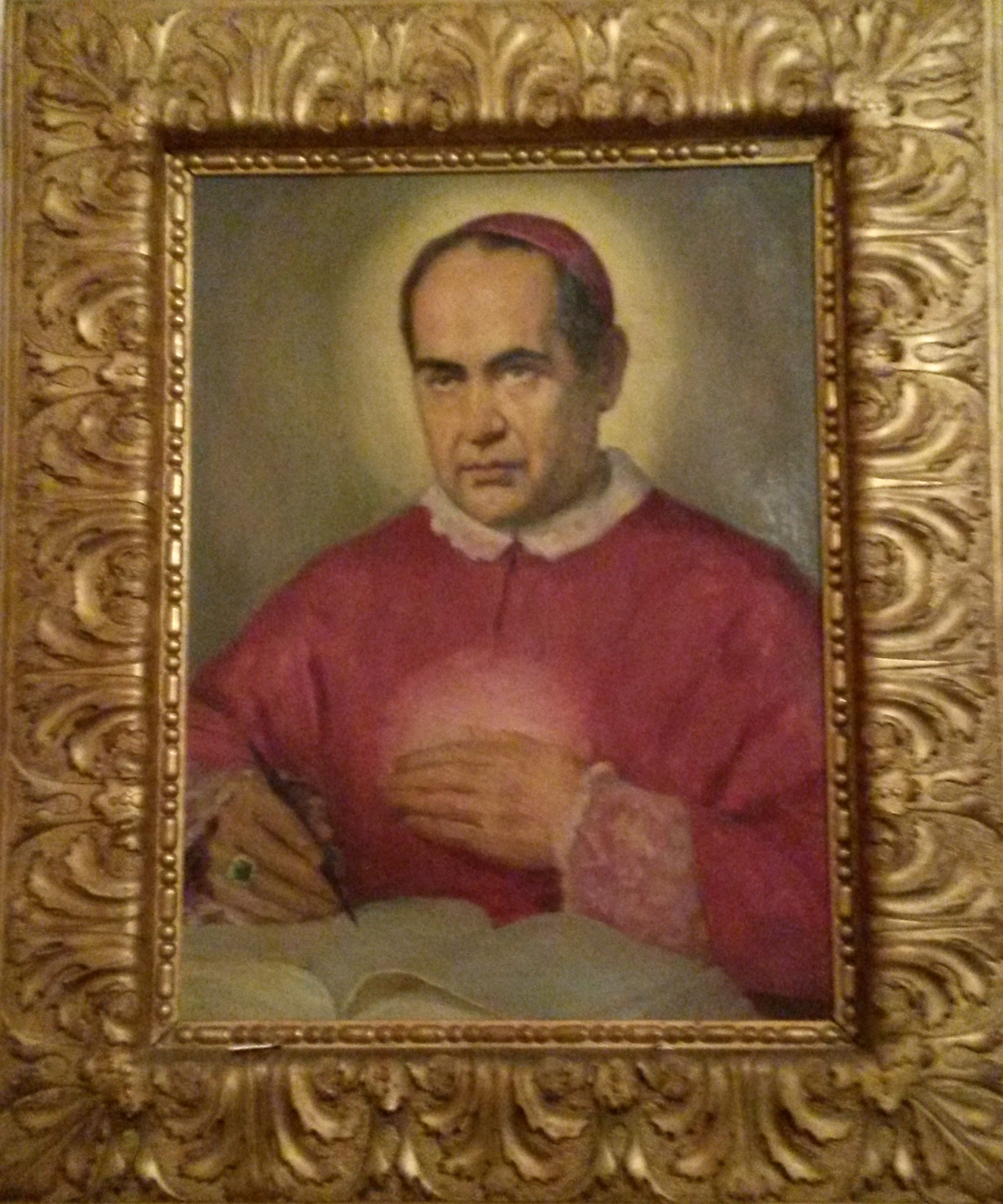
Saint Antoine-Marie Claret (1807-1870)

### 18 mai

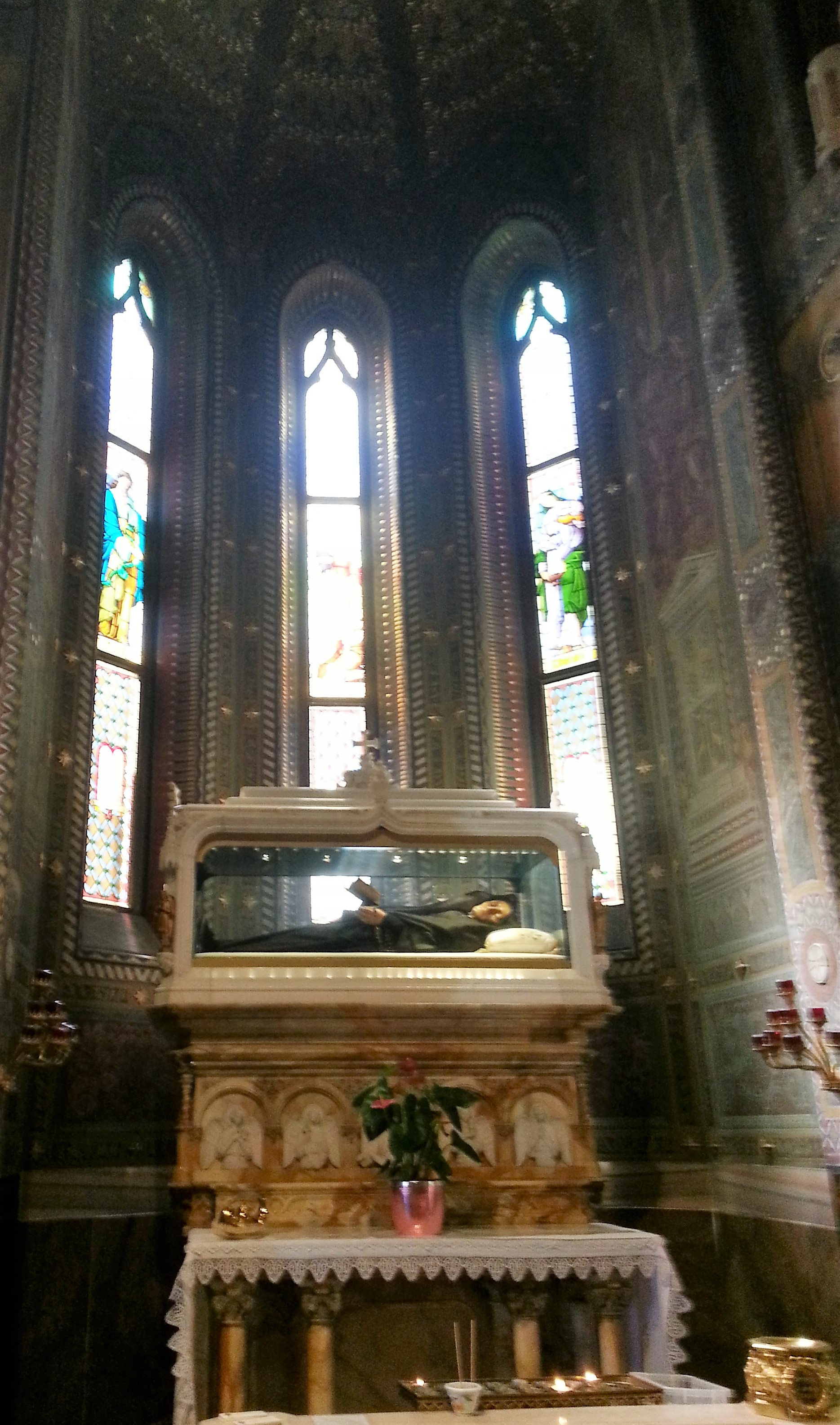
Sainte Bartolomea Capitanio (1807-1833)
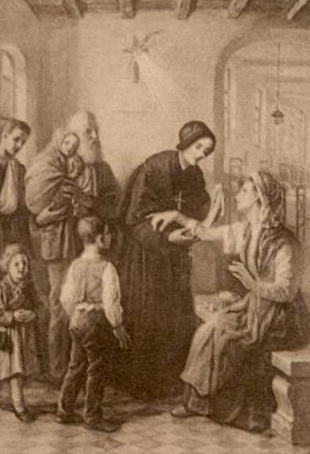
Sainte Vincenza Gerosa (1784-1847)

### 28 mai

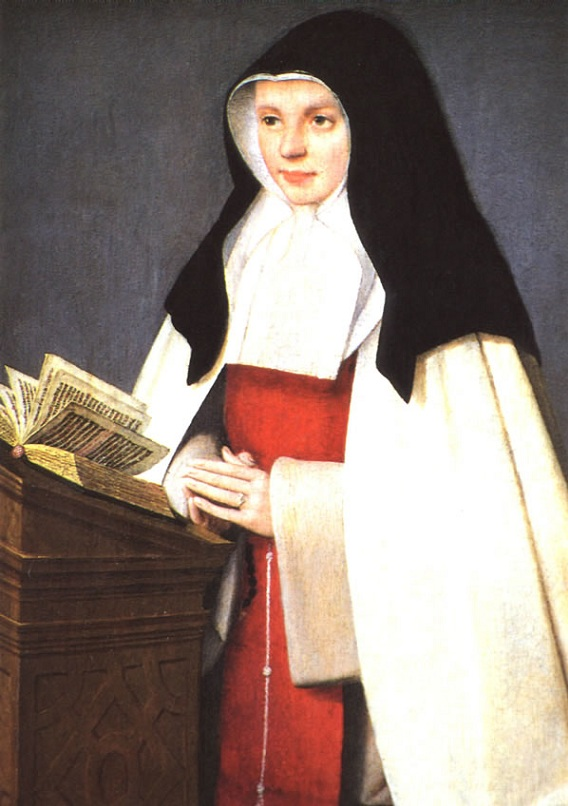
Sainte Jeanne de Valois (1464-1505)

### 11 juin

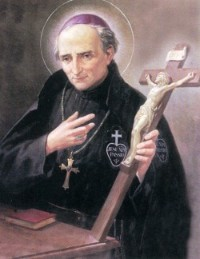
Saint Vincent-Marie Strambi (1745-1824)

### 24 juin

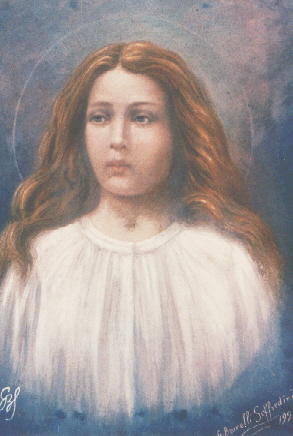
Sainte Maria Goretti (1890-1902)

### 9 juillet

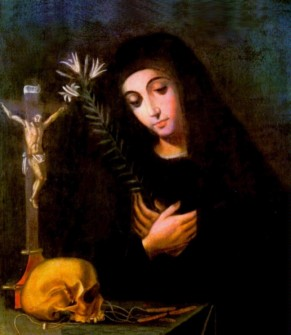
Sainte Maríana de Paredes y Flores (1618-1645)

## 1951

### 24 juin

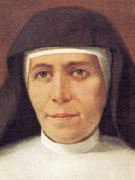
Sainte Marie-Dominique Mazzarello (1837-1881)
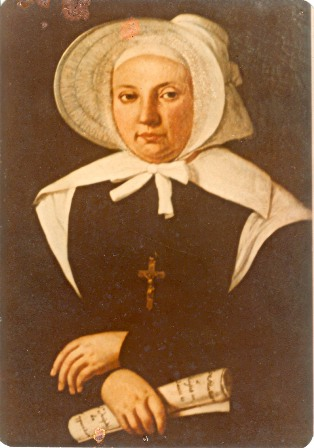
Sainte Émilie de Vialar (1797-1856)

### 21 octobre

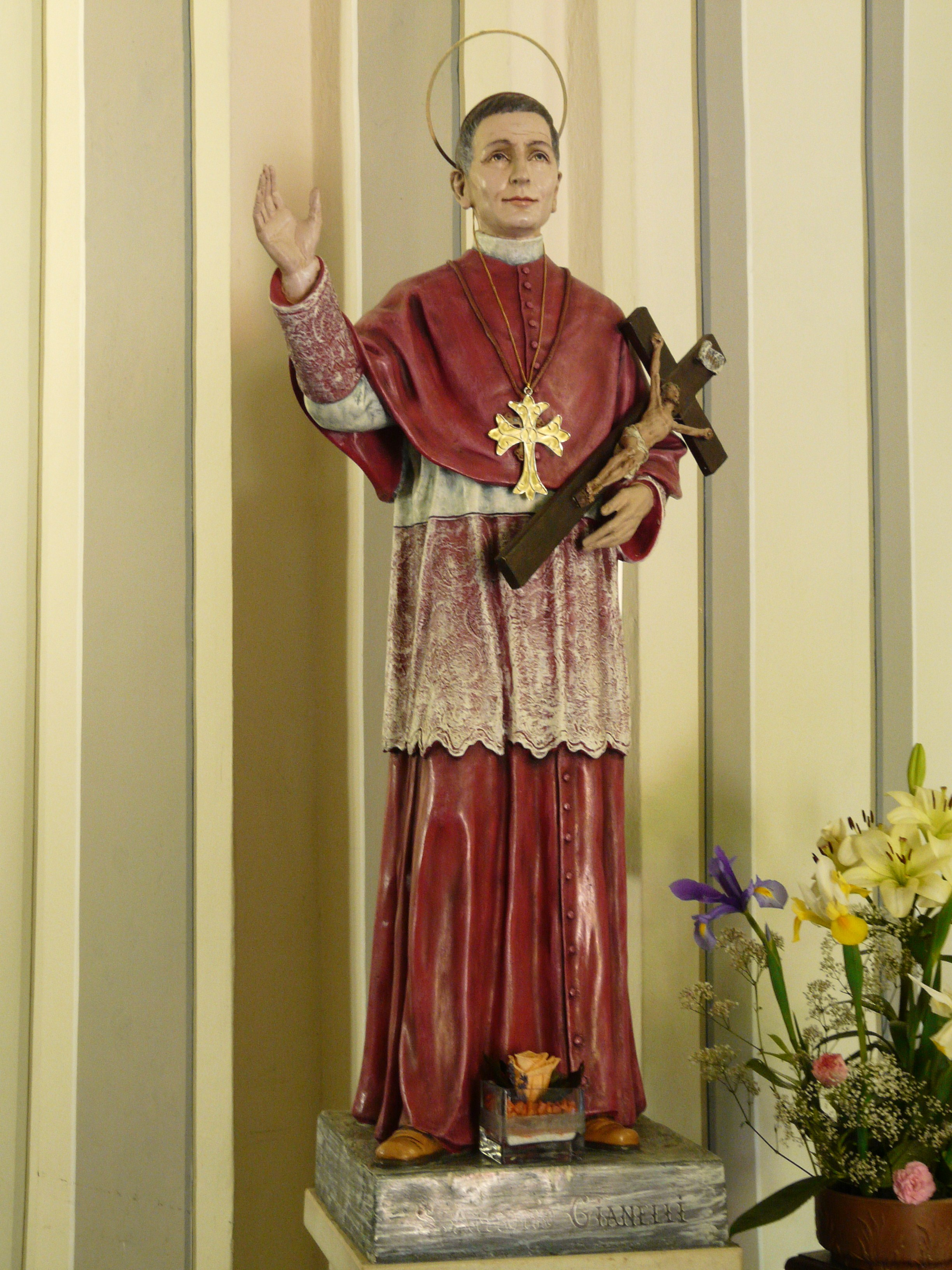
Saint Antoine-Marie Gianelli (1789-1846)
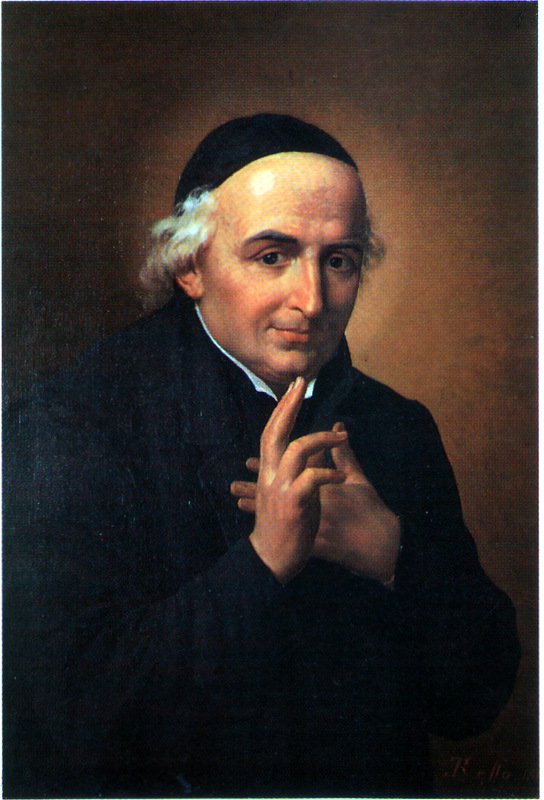
Saint François-Xavier Bianchi (1743-1815)
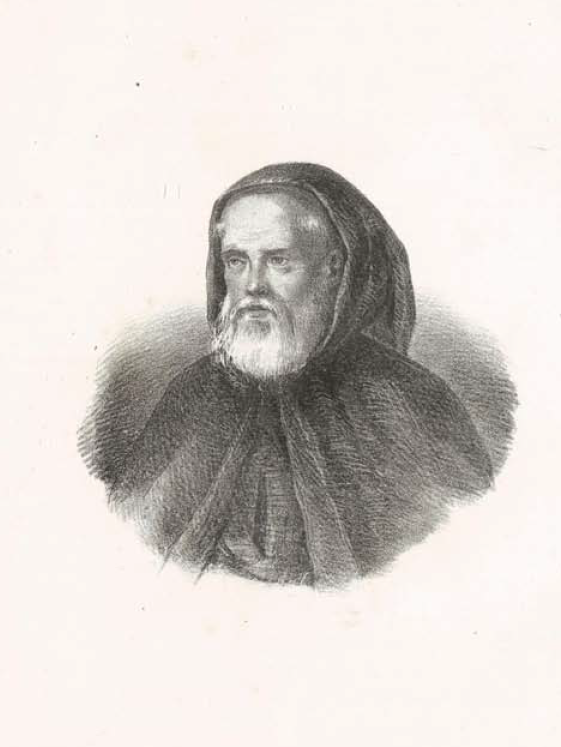
Saint Ignace de Laconi (1701-1781)

## 1954

### 29 mai

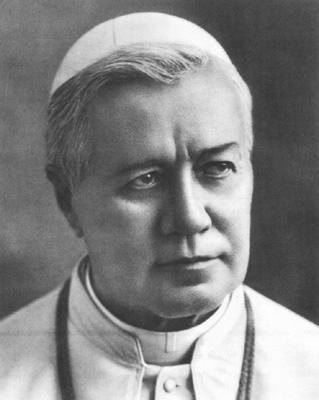
Saint Pie X (1835-1914)

### 12 juin

Saint Dominique Savio (1842-1857)
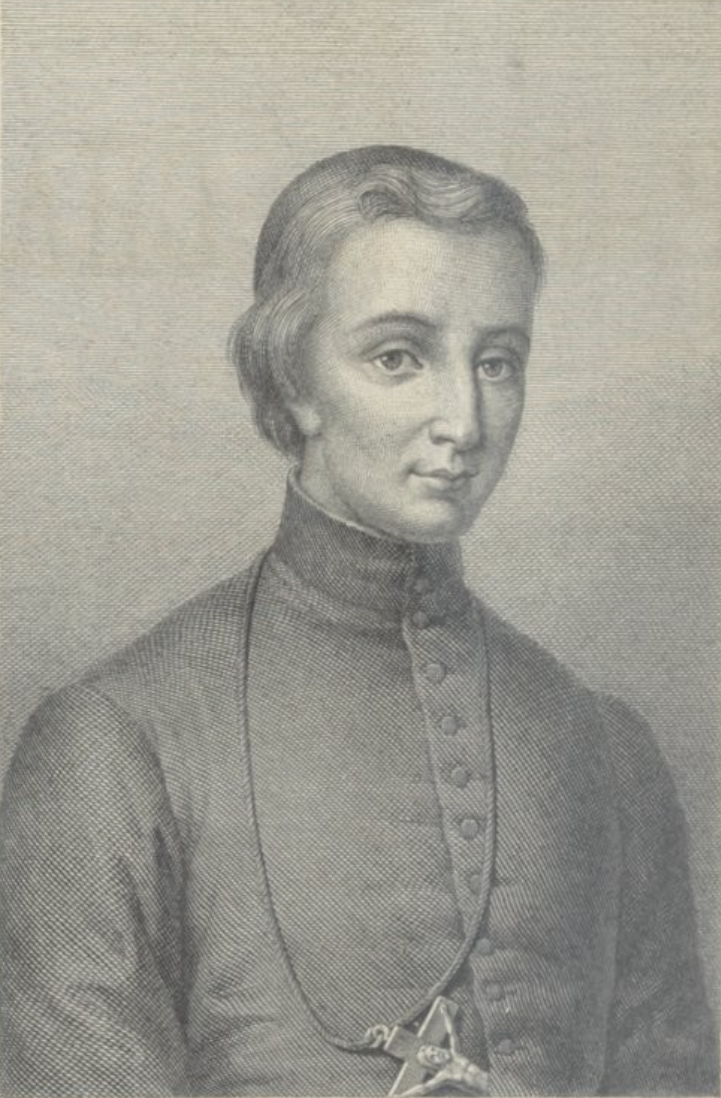
Saint Pierre Chanel (1803-1841)
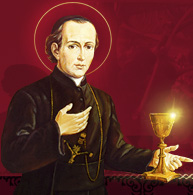
Saint Gaspard del Bufalo (1786-1837)
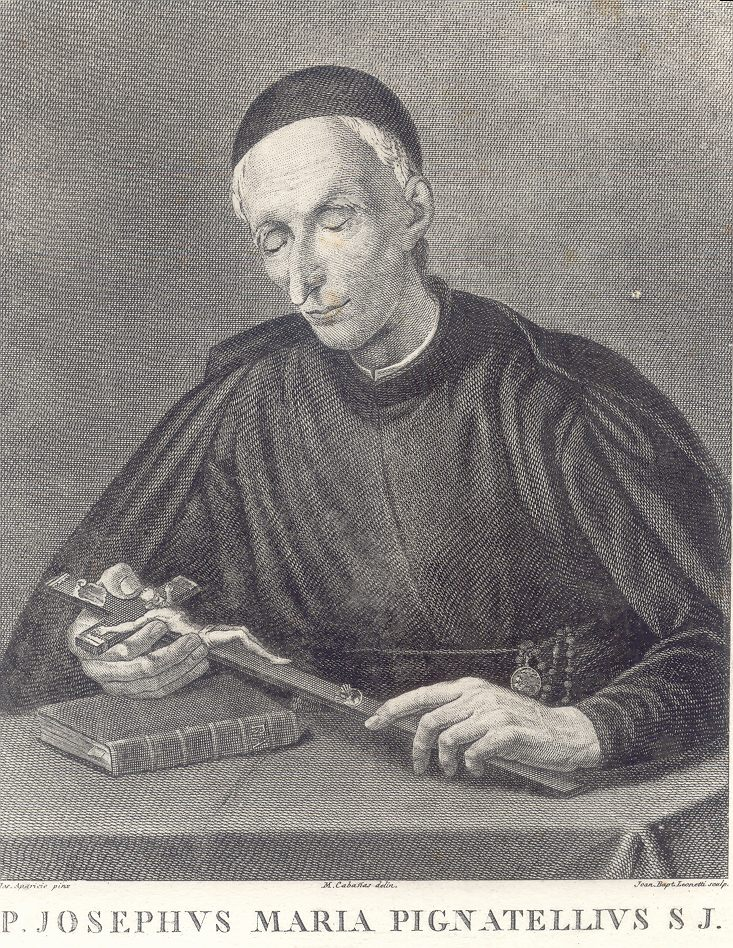
Saint Joseph Pignatelli (1737-1811)
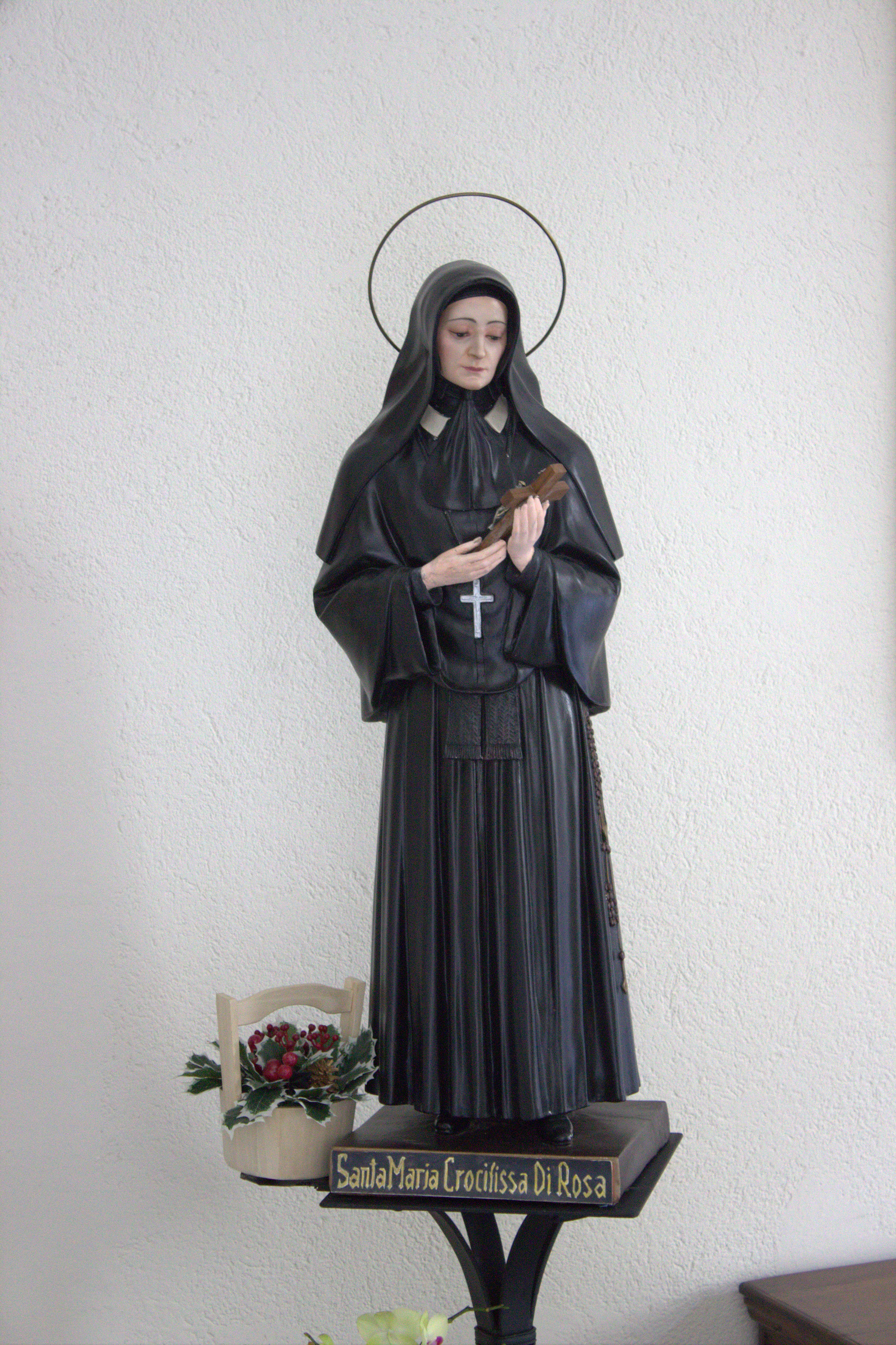
Sainte Marie-Crucifiée de Rosa (1813-1855)